# فيندين لي فييل
فيندين لي فييل (بالفرنسية: Vendin-le-Vieil)‏ هي بلدية تقع في إقليم باد كاليه من منطقة نور با دو كاليه في شمال فرنسا. تبلغ مساحة هذه المدينة 10.67 (كم²)، وترتفع عن سطح البحر 28 م، يبلغ عدد سكانها 7054 نسمة حسب إحصاء المعهد الوطني للإحصاء والدراسات الاقتصادية سنة 2009 م. وترأس Didier Hiel البلدية خلال فترة (2008-2014).